# スパンキー&アワ・ギャング
スパンキー&アワ・ギャング（Spanky and Our Gang）は、アメリカ合衆国のバンド。1966年、ビートルズのカバーシングル「And Your Bird Can Sing」でデビュー。
日本では、1960年代のレコード発売当初には「スパンキーとギャング」と言う名前で紹介されたが、1980〜90年代のCD化時代に「スパンキー&アワ・ギャング」表記になった。

## 概要
アメリカのサンシャイン・ポップバンドで、エレイン "スパンキー" マクファーレンが率いていた。バンドの名前は、1930 年代のハル・ローチのアワ・ギャングコメディ (現代の聴衆にはリトル・ラスカルズとして知られている) に由来する。これは、マクファーレンの姓がジョージ・マクファーランド(スパンキー) の姓と似ているためであった。このグループはボーカル・ハーモニーで知られており、1967～68 年に米国とカナダで「Sunday Will Never Be the Same」、「Lazy Day」、「Sunday Mornin'」、「Like to Get to Know You」で大ヒットを記録した。
1966年結成、1969年にバンドの要であった「マルコム・ヘイル」が病死した為に活動が困難になり、解散することになった。その後1975年に再結成、アルバム『Change』をリリースした。

## メンバー
| 名前                                   | 楽器パート                                 |
| -------------------------------------- | ------------------------------------------ |
| エレーヌ・"スパンキー"・マクファーレン | ヴォーカル                                 |
| ナイジェル・ピッカリング               | ギター, ヴォーカル                         |
| ポール・"オズ"・バック                 | ベース、ヴォーカル （1966–67）             |
| マルコム・ヘイル                       | トロンボーン、ギター、ヴォーカル           |
| ジョン・"ザ・チーフ"・セイター         | ドラム、ヴォーカル （1967–69）             |
| ジェフリー・マイヤーズ                 | ベース、ヴォーカル （1967）                |
| ケニー・ホッジズ                       | ベース、ヴォーカル （1967–69）             |
| レフティ・ベイカー                     | バンジョー、ギター、ヴォーカル （1967–69） |
| ジム・"ムーン"・シェアツ               | ドラム、ロードマネージャー （1975）        |

## ディスコグラフィー

### アルバム
- Spanky and Our Gang (album)|Spanky and Our Gang (Mercury, 1967 - #77)
- Like to Get to Know You (album)|Like to Get to Know You (Mercury, 1968 - #56)
- Anything You Choose b/w Without Rhyme or Reason (Mercury, 1969 - #101)
- Spanky's Greatest Hit(s) (Mercury, 1969 - #91) (many songs were given new stereo mixes, and on the first CD reissue, the additional overdubs were removed)
- Spanky & Our Gang Live (Mercury, 1970, recorded in 1967)
- Change (Epic, 1975)
- The Best of Spanky & Our Gang (Rhino, 1986)
- The Best of Spanky & Our Gang: 20th Century Masters - The Millennium Collection (Mercury, 2005)
- The Complete Mercury Recordings (Hip-O Select, 2006) (4 discs, limited edition of 5000 (un-numbered))
- Greatest Hits (Mercury, 2007)
- Back Home Americana (Spectra, 2010)
- The Singles and More (Crash, 2013)
- The Complete Mercury Singles (Real Gone Music, 2014) - in fact the 4th disc from the Hip-O 4-CD set